# Es war einmal (Film)
Es war einmal (Originaltitel: La Belle et la Bête), im deutschsprachigen Raum auch unter den Titeln Das Untier und die Schöne und Die Schöne und die Bestie bekannt, ist ein französischer Märchenfilm von Jean Cocteau. Premiere des Films war bei den Internationalen Filmfestspielen von Cannes 1946, am 29. Oktober desselben Jahres startete er in den französischen Kinos. Am 8. April 1947 startete er in den deutschen und am 12. September 1947 in den österreichischen Kinos.
Die von Jean Cocteau in stimmungsvollen Bildern erzählte Fabel über äußere Erscheinung und inneres Wesen, Leiden und Mitleid, Hingabe und Treue beruht auf dem Märchen Die Schöne und das Biest von Jeanne-Marie Leprince de Beaumont aus dem Jahr 1757. Der Film gilt als Meisterwerk des poetischen Films und Vorläufer des Fantasyfilms.

## Handlung
„In der Kindheit glaubt man, was erzählt wird, und zweifelt nichts an. Man glaubt, dass wenn man eine Rose pflückt, der Familie ein Unglück wiederfährt. Man glaubt, dass die Hände einer Bestie anfangen zu dampfen, sobald sie jemanden tötet, und dass sich die Bestie dafür schämt, wenn ein junges Mädchen in ihrem Hause wohnt. Man glaubt noch tausend andere naive Sachen. Ein wenig von dieser Naivität erbitte ich mir jetzt von ihnen, und sage – um uns allen Glück zu bringen – die drei magischen Worte. Das wahre ‚Sesam öffne dich‘ unserer Kindheit: Es war einmal …“

In einem Herrenhaus lebt ein Kaufmann mit einem Sohn und drei Töchtern. Der Sohn Ludovic ist wie sein Gefährte Avenant ein Herumtreiber und Spieler, die zwei älteren Töchter sind eingebildet und arbeitsscheu. Nur die jüngste Tochter, genannt „Bella“, ist von liebenswürdiger Art. Avenant macht ihr mehrmals den Hof, doch sie lehnt ihn genauso oft ab. Eines Tages heißt es, alle Schiffe des Vaters seien untergegangen, was dessen Bankrott bedeuten würde. Dann jedoch verkündet der Vater, eines der Schiffe sei angekommen und liege vor Anker. Bevor der Vater in die Stadt eilen kann, wünschen sich die beiden älteren Schwestern teure Geschenke. Bella wünscht sich nur eine Rose.
Als der Vater die Stadt erreicht, haben sich seine Gläubiger bereits bedient und ihm bleibt nichts. Da er mittellos ist, tritt er gleich darauf in einer nebeligen Nacht den Heimweg an. In einem Wald verirrt er sich und stößt auf ein unbekanntes Schloss. Niemand ist zu sehen, ein Tor öffnet sich jedoch von selbst und ein Stall nimmt sein Pferd auf. Er betritt das Schloss, findet aber auch hier niemanden, stattdessen ragen menschliche Arme aus den Wänden und leuchten ihm mit Kandelabern. Er findet einen Raum mit gedecktem Tisch und Kaminfeuer und setzt sich. Auch dort trifft er keine Bewohner, nur die Hand eines ansonsten unsichtbaren Dieners schenkt ihm Wein ein. Die Gesichter der steinernen Kaminfiguren scheinen lebendig und beobachten ihn. Er trinkt etwas Wein und schläft ein; als er von einem brüllenden Schrei erwacht, ist es bereits Morgen.
Nach dem Verlassen des Schlosses erinnert ihn eine wunderschöne Rose an Bellas Wunsch. Als er sie pflückt, erscheint ein Wesen mit menschlichem Körper und dem Kopf eines Tieres, das sich „Bestie“ nennt. Für das Pflücken der Rose soll er mit seinem Leben büßen, falls sich keine seiner drei Töchter für ihn opfert. Auf seinen Eid hin, in drei Tagen zurückzukommen, falls sich keine Tochter für ihn opfert, lässt ihn die Bestie mit einem Pferd namens „Windsbraut“ nach Hause reiten. Bella erklärt sich bereit, für ihren Vater zu sterben, und lässt sich von Windsbraut zum Heim der Bestie bringen. Als ihr die Bestie dort erscheint, verliert Bella zunächst vor Schreck das Bewusstsein. Die Bestie verspricht Bella, sie werde sich dem Mädchen jeden Tag nur einmal um sieben Uhr abends zeigen, um ihr beim Abendessen zuzusehen. Die Bestie erklärt, sie wolle Bella jedes Mal die Frage stellen: „Bella, wollt Ihr meine Frau werden?“

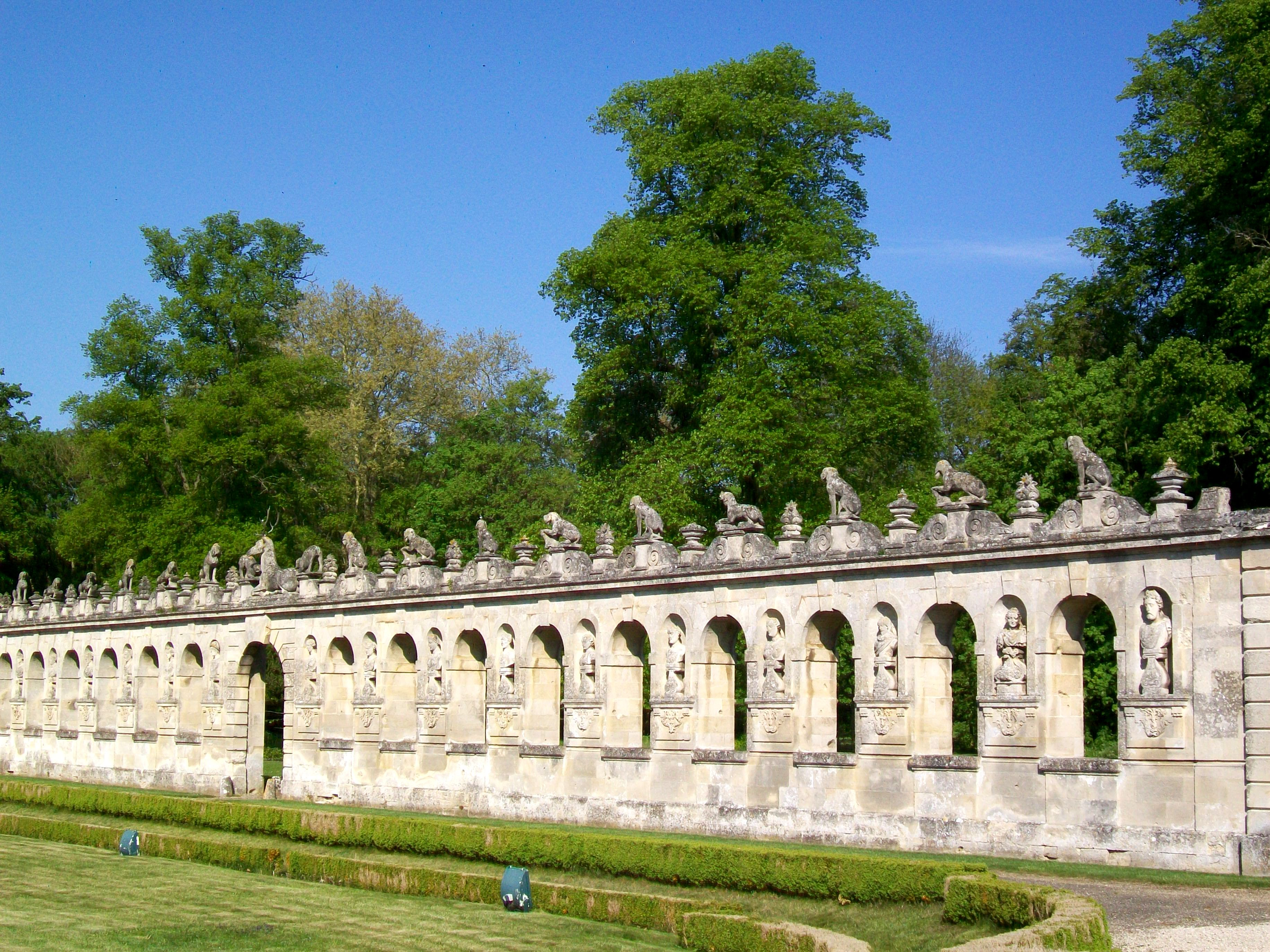
Der Steingarten des Schlosses Raray, eine Kulisse des Films

Die Bestie, aus deren Maul und Pelz Rauch aufsteigt, nachdem sie nachts, der Natur einer wilden Bestie gemäß, ein Reh gerissen hat (der Rauch symbolisiert das Leiden der Bestie), sucht Bella und kann sie zunächst nicht, dann aber in ihrem Zimmer finden. Sie macht Bella ein schönes Geschenk, wird aber dennoch aus dem Zimmer gewiesen. Bella beobachtet die Bestie und lässt sich dazu herab, mit ihr spazieren zu gehen. Sie behandelt die Bestie aus Mitleid netter, ihre Antwort auf die Frage der Bestie nach einer Heirat bleibt aber: „Nein“.
Im Kummer um seine tot geglaubte Tochter erkrankt Bellas Vater schwer, außerdem wird sein Haus wegen der Schulden mit Ausnahme der Betten geräumt. Bella sieht ihren Vater im Zauberspiegel und bittet die Bestie inständig, zu ihrem Vater gehen zu dürfen. Die Bestie hinterfragt den Wunsch, erfährt dabei von ihrem Verehrer Avenant, leidet deswegen entsetzlich und weist Bellas Wunsch ab. Niemand außer der Bestie weiß, dass sie ihr Leben nur retten kann, wenn ein Mädchen freiwillig aus Liebe bei ihr bleibt. Als Bellas Vater auf den Tod erkrankt und bald im Sterben liegt, gewährt die Bestie Bella endlich eine Woche Heimkehr auf Ehrenwort. Sie erhält von der Bestie zum Abschied einen goldenen Schlüssel zur Schatzkammer der Bestie und einen Handschuh, womit sie ihre verzauberte Existenz Bella ausliefert. Der Zauberhandschuh versetzt Bella ins Haus ihres Vaters, der durch ihre Ankunft wieder Hoffnung fasst und bald gesund wird. Bellas angesichts des Vaters vergossenen Tränen verwandeln sich in Diamanten. Ihre Familie und Avenant bedrängen Bella, nicht zur Bestie zurückzukehren und die Schwestern entwenden den Schlüssel. Sie kennen jedoch den Weg zum Schloss der Bestie und damit zur Schatzkammer nicht. Da erscheint ein weißes Pferd, Windsbraut. Ludovic und Avenant machen sich auf Windbrauts Rücken auf den Weg zum Schloss der Bestie und nehmen den Schlüssel mit.
Die Schwestern finden einen kostbaren Spiegel, in dem sie jedoch nur ihr Zerrbild – das Bild ihrer hässlichen Seele – sehen. Bella hingegen sieht darin die Bestie, wie sie leidet. Sie vermisst den Schlüssel, reist dann aber ohne diesen mittels des Zauberhandschuhs zur Bestie.
Sie findet die Bestie sterbend, denn das ist der Bestie Schicksal, wenn sie nicht geliebt und geheiratet wird, – und dringt in sie, nicht zu sterben. Avenant und Ludovic versuchen inzwischen, ohne den Schlüssel in die Schatzkammer zu gelangen, da sie eine Falle hinter der Tür fürchten. Avenant tritt stattdessen eine Scheibe des verglasten Daches ein und lässt sich mit Ludovics Hilfe hinuntergleiten. In diesem Augenblick wird er von einem Zauberpfeil, dem „Pfeil der Gerechtigkeit“, in den Rücken getroffen und verwandelt sich in eine tote Bestie. Vor Bellas Augen verwandelt sich im gleichen Augenblick die sterbende Bestie in einen lebendigen Prinzen, der Avenant ähnlich sieht. Der von seiner wilden Bestiennatur durch Bellas Liebe nun entbundene Prinz nimmt Bella gen Himmel entschwebend mit in sein Reich, wo sie seine Königin sein kann und auch ihre Familie auf Bella wartet.

## Produktionsgeschichte

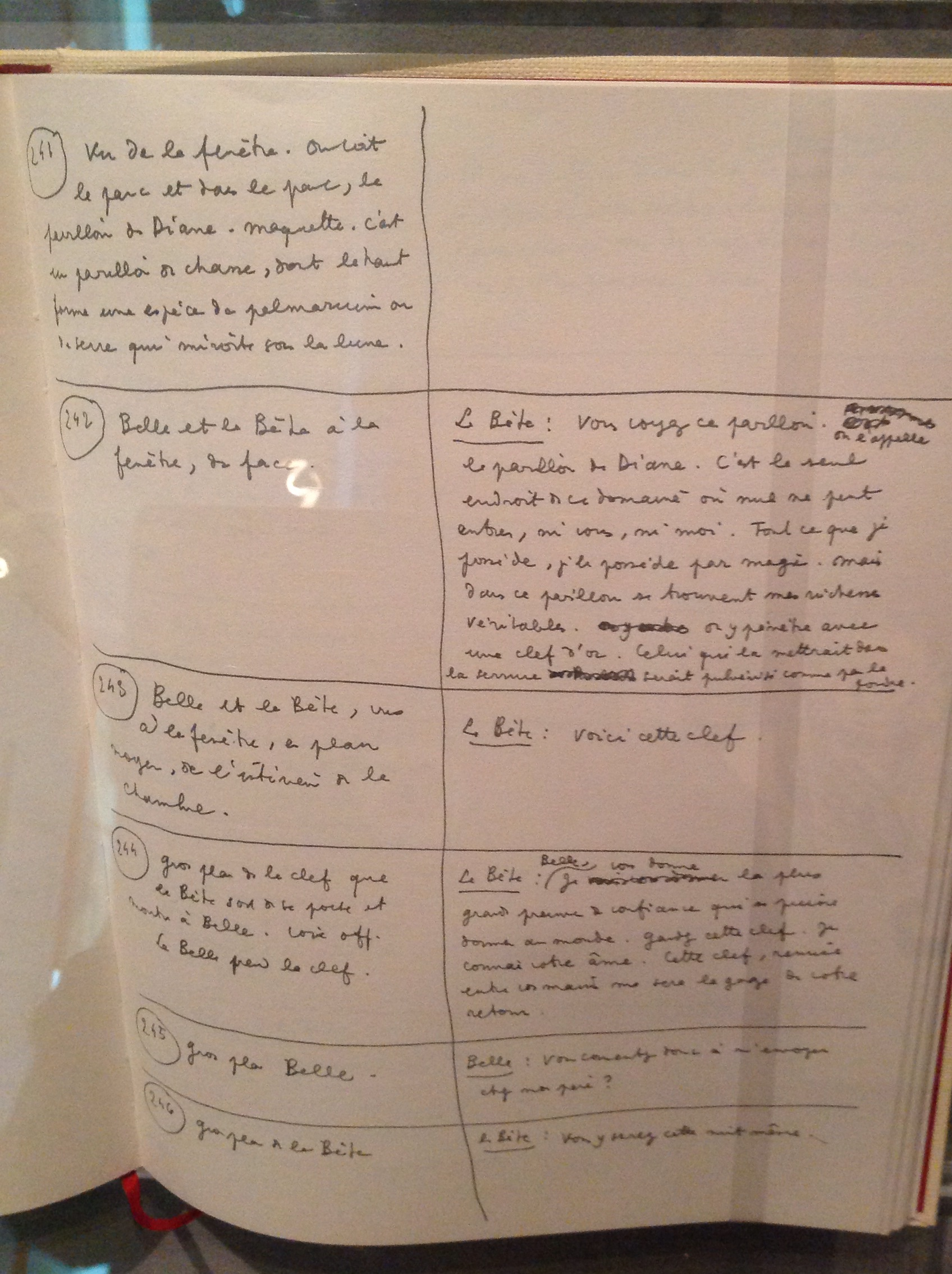
Cocteaus handgeschriebenes Drehbuch zum Film im Jean-Cocteau-Haus in Milly-la-Forêt

Jean Cocteau hatte sich ab den 1910er Jahren als Dichter, Schriftsteller, Maler und Filmregisseur einen Namen gemacht. Seine bis dahin bekannteste Regiearbeit war Das Blut eines Dichters aus dem Jahr 1930. Während des Zweiten Weltkrieges hatte Cocteau regelmäßig als Drehbuchautor gearbeitet, doch wollte er nach Kriegsende wieder selbst bei einem Film Regie führen. Auf Vorschlag seines Lebensgefährten Jean Marais entschied er sich für das französische Nationalmärchen Die Schöne und das Biest, weil er glaubte, dass die vom Krieg gebeutelte Bevölkerung sich nach einer hoffnungsvollen und optimistischen Geschichte sehnte. Gleichzeitig legte Cocteau den Film als Vehikel für die Karriere von Marais an, der während des Krieges zum Star aufgestiegen war.
Als Schloss der Bestie ist das Château de Raray in Raray nahe Senlis zu sehen, dort begannen die Dreharbeiten am 27. August 1945. Cocteau zeigte sich außerdem von einem alten Herrenhaus nahe dem Dorf Rochecorbon begeistert, das als Haus von Bellas Vater in Erscheinung tritt. Die Innenaufnahmen des Films wurden im Filmstudio in Saint-Maurice gedreht. Cocteau erkrankte während der Dreharbeiten für einige Tage, worauf sein Regieassistent René Clément kurzzeitig die Dreharbeiten übernahm. Für das Szenenbild waren Lucien Carré, Christian Bérard und René Moulaert verantwortlich; die Kostüme wurden von Antonio Castillo und Marcel Escoffier entworfen und von Pierre Cardin fertiggestellt; die Maske übernahm Hagop Arakelian; das Orchester für die Filmmusik wurde von Roger Desormière geleitet.
Cocteau wollte den Film ursprünglich in Farbe drehen, dieses Vorhaben war allerdings zu kostspielig, außerdem war zu wenig Farbfilm-Material vorhanden. So entstand Es war einmal letztlich als Schwarzweißfilm. Doch selbst das Material für Schwarzweißfilme war direkt nach dem Krieg nur von unterschiedlicher Qualität vorhanden, sodass im fertigen Film einige Szenen klarer, einige Szenen verschwommener wirken. Cocteaus Kameramann Henri Alekan machte aus der Not eine Tugend und setzte das „schlechte“, etwas verschwommen wirkende Filmmaterial in den traumhaften Szenen ein, wo es zu einer besonderen Atmosphäre beiträgt. Den Stil des Films wollten Cocteau und Alekan an die Zeichnungen von Gustave Doré sowie die Gemälde von Jan Vermeer angelehnt wissen.
Der US-amerikanische Komponist Philip Glass schuf im Jahr 1995 eine Opernversion des Films, bei der die Dialoge durch Gesangseinlagen ersetzt sind.

## Synchronisation
Die deutsche Synchronfassung entstand 1947 nach dem Dialogbuch und der Dialogregie von Hans Eggerth bei Rex-Film Bloemer & Co. in München.
| Rolle                    | Darsteller     | Synchronsprecher      |
| ------------------------ | -------------- | --------------------- |
| Avenant / Bestie / Prinz | Jean Marais    | Walter Richter        |
| Bella                    | Josette Day    | Viktoria von Ballasko |
| Ludovic                  | Michel Auclair | Ralph Lothar          |

## Kritiken
Es war einmal war bei seiner Veröffentlichung ein großer Kassenschlager in Frankreich. Bis heute erhält er positive Kritiken, bei Rotten Tomatoes besitzt er bei 66 Kritiken eine positive Wertung von 95 %, mit einer hohen Durchschnittswertung von 8,9 Punkten. Der Konsens dort besteht darin, dass der Film durch „magische optische Effekte und zauberhafte Darstellungen“ die „surrealste und seelenvollste“ Umsetzung des Märchens sei.

„Die oft versuchte, aber selten erreichte Leistung, ein bekanntes Märchen mit purer Metaphorik und Verzauberung durch die sinnlichen Mittel des Films zu erzählen, wurde beinahe perfekt durch den französischen Poeten und Autoren Jean Cocteau realisiert, in seiner wunderbar gemessenen Produktion der alten Geschichte von der Schönen und dem Biest. […] das Erreichte ist definitiv auch für Erwachsene und die Schönheiten von Cocteaus Konzept werden am meisten von klugen Köpfen erkannt werden. Ob nun studiert für Philosophie oder nicht, dies ist ein faszinierender Film für die Sinne, ein phantastisches Gedicht in Bewegung, dem auf der Leinwand ganze Artikulation gegeben wird.“

„Der Film nach einem klassischen Märchenmotiv schafft mit seinen Masken und Dekorationen eine Aura des Fantastischen.“

„Jean Cocteaus Die Schöne und die Bestie gehört zu den frühen Meisterwerken des poetischen Märchenfilms. Die in stimmungsvollen Bildern erzählte Fabel über Erscheinung und Wesen, Hingabe und Treue, beruht auf einem Märchen von Madame Leprince de Beaumont aus dem Jahre 1757.“

„Es ist einer der bezauberndsten Filme aller Zeiten. Vor den Tagen von Computereffekten und modernem Kreaturen-Make-up ist es hier eine Fantasie, lebendig mit Trickschüssen und atemberaubenden Effekten, die uns ein Biest bringt, dass einsam wie ein Mann und missverstanden wie ein Tier ist. Cocteau, ein Dichter und Surrealist, machte keinen ‚Kinderfilm‘, sondern adaptierte eine klassische französische Erzählung, die seiner Meinung nach eine besondere Botschaft nach den Leiden des Zweiten Weltkrieges hatte: Jeder mit einer unglücklichen Kindheit kann als Erwachsener zum Biest werden. (Wertung: 4/4 Sternen)“

## Auszeichnungen
Im Jahr 1946 erhielt Jean Cocteaus Regiearbeit den Louis-Delluc-Preis als bester französischer Film des Jahres.

## Medien
- Die Schöne und die Bestie – 3-Disc-Blu-ray-/ DVD-Set, sowie eine 2-DVD-Edition unter dem gleichen Titel bei Alamode Film im Vertrieb der Al!ve AG, München 2011.[12]